# České Kopisty
České Kopisty (deutsch Böhmisch Kopist) ist ein Ortsteil der Stadt Terezín in Tschechien. Er hat 512 Einwohner und gehört dem Okres Litoměřice an.

## Geographie
Der Ort liegt einen Kilometer nordöstlich von Terezín in 147 m ü. M. an der Elbe im Mündungsbereich der Eger. Westlich des Dorfes verläuft die Alte Eger und im Süden liegt die Kleine Festung. Ein weiterer Nachbarort ist im Osten Počaply.

## Geschichte
České Kopisty wurde 1057 erstmals urkundlich erwähnt, als Herzog Spytihněv II. den Ort dem Stiftskapitel St. Stephan in Leitmeritz überließ. 1403 gelangte das Platzdorf oberhalb der alten Egermündung durch einen Tausch an das Kloster Doxan.
Seit dem 18. Jahrhundert wandelte sich das Ackerbauerndorf zu einem Zentrum des Gemüseanbaus. Durch den Bau der Festung wurde das benachbarte Schwesterdorf Deutsch Kopist 1781 aufgelöst und an anderer Stelle neu angelegt. Pfarrort und bis 1912 auch Schulort war Potschapl. Seit Anfang des 20. Jahrhunderts befand sich im Dorf eine Anlegestelle für Dampfer der Elbschifffahrt, die aber heute wie auch die Fähre zu den Schanzen am rechten Elbufer seit dem Bau eines Stauwerkes nicht mehr existiert. 1830 hatte Böhmisch Kopist 128 Bewohner und 1880 waren es 236. 1913 wurde die Dorfschule eingeweiht. 1924 erhielt der Ort mit der Straßenverbindung nach Terezín einen Zugang zum Straßennetz. Durch die Elbhochwasser von 1845, 1890 und 2002 wurde České Kopisty schwer geschädigt.  Seit 1960 ist es ein Ortsteil von Terezín. Im Jahre 2001 lebten in den 202 Häusern des Dorfes 522 Menschen.